# Dagesztán zászlaja
Dagesztán zászlaját hivatalosan 1994. február 26-án vonták fel.
A zöld az iszlám szimbóluma, a kék a Kaszpi-tengert jelenti, a vörös pedig a bátorságot és a hűséget szimbolizálja.